# 李鴻章
李 鴻章（り こうしょう、リー・ホンチャン、拼音: Lǐ Hóngzhāng、道光3年1月5日〈1823年2月15日〉- 光緒27年9月27日〈1901年11月7日〉）は、中国清代の政治家。字は少荃（しょうせん）。洋務運動を推進し清後期の外交を担い、清朝の建て直しに尽力した。日清戦争の講和条約である下関条約で清側の欽差大臣（全権大使）として調印を行った。

## 生涯

### 曽国藩期待の弟子
道光3年1月5日（1823年2月15日）、安徽省廬州府合肥県磨店郷出身で名士李文安の次男として生まれた。兄は李瀚章。弟は李鶴章・李蘊章・李鳳章・李昭慶。
士大夫の家系であり父が進士だったことから、幼少期から一族の期待を背負い勉強に励み、道光20年（1840年）に科挙一次試験に合格、4年後の道光24年（1844年）に二次試験の郷試も合格した。更に父の友人だった曽国藩の門下生となり勉強に一層励み、道光27年（1847年）の会試も合格し進士となる（同期には沈葆楨がいる）。翰林院入りしてからも曽国藩との師弟関係は続き、彼の下で庶吉士・編修と共に順調に出世階段を昇っていった。
そんな折、咸豊元年（1851年）に起こった太平天国の乱に清が動揺すると、李鴻章の身辺にも変化が訪れる。咸豊2年（1852年）に曽国藩が江西省へ転勤、そこで政府の命令を受けて湖南省へ移動、湘軍を創設して太平天国との戦いを開始した。咸豊3年（1853年）に李鴻章にも太平天国鎮圧のために転属命令が出され、友人の呂賢基と共に故郷の安徽省へ戻り安徽巡撫代理周天爵の幕僚となり、合肥を本拠地として団練を率いて太平天国軍との戦いに加わった。
しかし戦果は思うように上がらず、咸豊4年（1854年）1月に合肥を太平天国に占拠され安徽巡撫江忠源が自殺すると、後任の巡撫福済に仕えた。咸豊5年（1855年）7月に父の死去という苦難に遭いながらも11月に合肥を奪還したが、3年後の咸豊8年（1858年）8月に再び合肥を奪い返され、抵抗を諦めた李鴻章は家族を連れて曽国藩の下へ逃れた。湘軍を江西省に駐屯させていた曽国藩には兄の李瀚章を始め弟達も従っており、李鴻章は家族揃って曽国藩の庇護に入った。
曽国藩の幕僚として湘軍に属していた時期は官僚としての下働きのみであり、目立った活躍は見られない。しかし曽国藩は李鴻章の才能を認めていて、湖南省出身が多い湘軍で孤立しがちな李鴻章に協調を重視して厳しく接したり、軍務に携わらせ修養に心を砕き、将来は一軍を率いる将へ成長させることを友人の胡林翼に書き送っている。やがて咸豊11年（1861年）9月に湘軍が安徽省の省都の安慶を陥落させ太平天国を西から圧迫すると、反対側の東から救援要請が11月に曽国藩の元へ舞い込み、江蘇省の上海から名士の銭鼎銘が上海が太平天国に攻撃される寸前で援軍を願い出ると、曽国藩は承諾して李鴻章を推薦した。かくして、李鴻章は曽国藩から独立して太平天国と対峙することになった。

### 清の有力武将
上海救援を命じられた李鴻章は軍を揃えるため一旦合肥へ帰郷、団練を元に曽国藩の湘軍に倣って淮軍を組織した。同治元年（1862年）4月、曽国藩の推薦で江蘇巡撫となると、上海から来たイギリス船に乗り長江を渡って上海へ下り、蘇州に拠った李秀成と対峙、現地で結成された外人部隊の常勝軍と連携して5月から6月の上海防衛に功績をあげた。同治2年（1863年）から同治3年（1864年）にかけて攻勢に転じ、降伏した敵軍を吸収しつつ、西洋式軍事訓練も施して「自軍強化」に努め、蘇州・常州を奪回して江蘇省を回復した。
同治3年の湘軍による｢南京包囲｣には参加しなかったが、太平天国滅亡に大きく貢献した功績が認められ伯爵に叙せられた。また、李鴻章は1860年代以降の洋務運動の推進者の一人であり、戦乱の間、同治2年に江南機器製造総局を創設している。同治12年（1873年）に輪船招商局を設立。他に電報局・開平鉱務局・天津武備学堂などを創設した。
同時期に外国人との揉め事にも関わるようになり、同治2年に上海御用商人の楊坊と常勝軍司令官ヘンリー・バージェヴィンが喧嘩、バージェヴィンが楊坊を殴り太平天国へ寝返る事件が発生すると直ちに楊坊らを解任、上海の利権を手に入れた。同治3年に常勝軍の指揮を執ったチャールズ・ゴードンとも戦後処理を巡って対立、常勝軍解散の遠因を生んだり、西洋艦隊購入にも反対して白紙にすることもあったが（レイ・オズボーン艦隊事件）、それらは軍備強化を行いながら外国の介入を防ぐ綱渡り的処置だった。また、上海が貿易港だったこともあり、一連の出来事で外交手腕を磨く機会に恵まれ、以後の活動に活かされた。
太平天国鎮圧後は捻軍鎮圧が焦点になり、同治4年（1865年）のセンゲリンチン戦死後に曽国藩が捻軍迎撃に向かったが、一向に戦果を挙げられない状況を打開すべく同治5年（1866年）に李鴻章に出番を譲った。李鴻章は曽国藩の期待に応え淮軍を動員、同治6年（1867年）に湖広総督に任命され、同治7年（1868年）に完全平定を果たし捻軍鎮圧にも功績を上げた。同治9年（1870年）9月、天津教案で外国の交渉に苦慮する曽国藩の応援として淮軍を率い、交渉を円滑に進める役割を果たし、交渉完了後に曽国藩の後を継ぎ直隷総督に就任した。この時に北洋通商大臣も兼ねたので淮軍はその後、北洋軍閥と呼ばれるようになった。李鴻章のときに北洋大臣が外交を管轄するようになり、外交を統括する機関であった総理各国事務衙門の機能は次第に縮小していった。李鴻章は清朝の重臣筆頭として同治帝の母の西太后の厚い信任を得た。

### 諸外国の外交に奔走
この頃、明治維新期の日本が台頭して李氏朝鮮の開国を要求し始めた。清から見れば朝鮮は朝貢関係で成り立っており、朝鮮および日本との関係をどうするか苦悩することになる。
李鴻章は同治3年（1864年）から日本の内情を探りだし、総理衙門に日本の連携を呼びかけた。これは西洋列強を脅威と捉え、富国強兵に邁進する日本と組んで西洋に対抗することを掲げているが、逆に日本が西洋と組んで敵に回る可能性も示唆している。この理念を基に同治9年（1870年）9月、清を訪れた柳原前光ら日本使節団と天津で会談、同治10年（1871年）までに日本との提携を記した草案の作成を担当し、同年9月に伊達宗城・柳原前光ら使節団と日清修好条規を結んだ。しかし、内容は平等条約だったが、第1条に記された相互不可侵とされた所属邦土の解釈を巡り、後に両国が衝突する元となる。
同年、北でロシア帝国が新疆北部のイリを占拠、西からヤクブ・ベクが新疆を制圧する事態が発生（ヤクブ・ベクの乱）。陝甘総督左宗棠が出兵支度を整えようとしたが、李鴻章はヤクブ・ベクが独立政権を樹立、イギリス・ロシア双方が承認を与えた事実に基づき、清も朝貢国としてヤクブ・ベク政権を承認、浮いた遠征費用を海防に回す提案を同治13年（1874年）に政府に出した。これがロシアを仮想敵国とみなす塞防派の左宗棠らに非難され、海防・塞防論争が起こったが、光緒元年（1875年）に左宗棠が提出した新疆保持案に政府が同意したため、海防・塞防どちらにも費用を回す折衷案に落ち着いた。左宗棠が出兵しヤクブ・ベクの乱は光緒3年（1877年）までに平定、ロシアも光緒7年（1881年）に交渉でイリを返還したため新疆は清の手に取り戻した。
同治13年（1874年）、日本が台湾出兵を強行すると積極的に関わらず、総理衙門が日本と交渉した末、日本に賠償金を支払った。李鴻章は大久保利通に「東洋の団結」を呼びかけた。光緒2年（1876年）、江華島事件に関連して、朝鮮の宗属関係について日本の森有礼と協議。ここで所属邦土に関する解釈で揉めたが、日本との連携を重視する李鴻章は日本・朝鮮間の日朝修好条規締結に干渉せず静観した。
光緒5年（1879年）の日本による琉球処分についても、駐日公使何如璋が日本へ抗議しても同様の対処を取った。軍事力不足に加え、台湾・琉球が南洋通商大臣の担当区域であり李鴻章の管轄外という事情もあり、積極的な対策はしなかった。6月12日には琉球処分への対応をめぐって天津でユリシーズ・グラント元アメリカ大統領と会談し、日清間の調停を依頼し、その後日清間で琉球諸島の分島問題について協議した。光緒6年（1880年）には中国通の曽根俊虎によってアジア主義の先駆けである興亜会の結成を支援し、駐日公使の何如璋も参加した。
しかし、光緒7年（1881年）以降は朝鮮との外交も、朝貢国との関係を扱う礼部から北洋大臣へと移管され、それまでは控えられていた朝鮮の内政や外交への干渉が強まり、朝鮮の属国化が進んだ。光緒8年（1882年）に朝鮮でクーデターが勃発すると（壬午事変）、馬建忠を朝鮮へ派遣して大院君を拉致したことや、光緒10年（1884年）に親日派が親清派へ甲申政変を起こした時も部下の袁世凱率いる軍勢を派遣して親清政権を復活させたことがその表れである。この間、光緒8年（1882年）に母が亡くなったため一時期辞職、張樹声が直隷総督兼北洋大臣に就任したが、朝鮮への対応は引き継がれた。
イギリス・フランスに対しては譲歩の姿勢を取り、光緒元年にマーガリー事件が発生すると駐在大使トーマス・ウェードと協議して光緒2年（1876年）に芝罘条約を締結、開港場を増やし通商上の特権を与える権利をイギリスに認めた。光緒10年（1884年）の清仏戦争においては早々に講和を主張、既に開戦前からフランス駐在大使フレデリック・ブレーや武官フルニエと協議して光緒8年（1882年）と光緒10年（1884年）に停戦協定を結んだが、清とフランス双方の強硬派に押し切られ実行力を持たなかった。しかしなおも交渉を諦めず、ベトナムに対する宗主権をフランスに明け渡し、光緒11年（1885年）6月に天津条約を締結している。
以上の外交で、李鴻章は朝貢関係に基づく周辺の属国を保持しようと列強の交渉に臨んだが、列強に受け入れられないと妥協して被害を最小限に抑える方針で動き、外国との関係を保ちながら属国も存続させようとした。一方で洋務運動の限界も弁え、同治13年（1874年）に人材育成のため科挙に科学・工学など実学を盛り込む提案をしたが、保守派の大反対で挫折したことを部下の劉秉璋に宛てて嘆いている。
フランスに先立つ同年4月、甲申政変の後処理を巡り日本の伊藤博文と天津で交渉を行い、天津条約を結び、朝鮮の両軍撤退と再出兵に関する規約を記した。この時李鴻章は伊藤を評価する手紙を総理衙門に出しているが、両者は10年後に再び交渉の席で出会うことになる。また、北洋艦隊（後の北洋軍）の整備に邁進し日本を威圧する目的で光緒12年（1886年）と光緒17年（1891年）に長崎へ寄港、光緒12年（1886年）の寄港中に乱闘事件（長崎事件）が発生している。

### 日清戦争以後
光緒20年（明治27年、1894年）、李氏朝鮮に対する宗主権を巡って清と日本の対立がより悪化した際、淮軍と北洋艦隊の練度では勝ち目がないと考えたため開戦には反対の立場を取ったが、西太后の甥光緒帝を始めとする両国の主戦派によって戦端は開かれ、日清戦争が始まった。李鴻章の予測通り淮軍と北洋艦隊は日本軍の戦闘（平壌の戦い、黄海海戦）で連戦連敗、11月に北洋艦隊の基地旅順が陥落（旅順口の戦い）、光緒21年（明治28年、1895年）1月から2月にかけてもう1つの根拠地威海衛も日本軍に落とされ（威海衛の戦い）、腹心で北洋艦隊提督の丁汝昌が自殺するに及んで李鴻章の権威は失墜した。
日清戦争の敗北後、講和交渉で全権を任された李鴻章は光緒21年3月から下関の引接寺に滞在し、春帆楼へ通って伊藤博文・陸奥宗光と講和会議の交渉を行った。3月24日、李鴻章が引接寺と春帆楼を結ぶ道（現在の「李鴻章道」）で小山豊太郎に狙撃され、負傷するという事件が起こった（詳細は李鴻章狙撃事件を参照）ため、日本側は列国の干渉をおそれ、まず休戦条約を調印し、4月17日に日清講和条約（下関条約）の調印を行った。この条約で朝鮮・台湾・遼東半島（後に三国干渉で返還）喪失と賠償金支払いが決められ、清は大きく威信が低下した。
日清戦争では清の軍隊の中で戦争に参加したのは北洋大臣指揮下の北洋艦隊で、事実上は李鴻章の軍隊であった北洋艦隊と淮軍が壊滅した事に対して、光緒帝は李鴻章の厳罰を望んだが西太后の寵臣であったため要職（直隷総督・北洋大臣）を外れる軽微な処分に留まっている。そして日清戦争の敗戦を以って、30年余りの洋務運動の挫折は明らかとなった。
阿片戦争以来の清の高官は、イギリスを仮想敵国とみなす海防派（代表的人物が李鴻章）と、ロシアを仮想敵国とみなす塞防派（代表的人物が左宗棠）に分かれていた。李鴻章の失態で海防派は打撃を受けたが、塞防派は左宗棠の死去により朝廷内に重鎮を欠いており、海防派は引き続いて要職を占めた。李鴻章も程なくして西太后の肝いりにより復権した。
光緒22年（1896年）3月28日にロシアの要請に応じる形でロシア皇帝ニコライ2世の戴冠式出席のため上海を船で出発、5月26日の戴冠式に出席、6月3日にロシアとの交渉に当たり密約（露清密約）を結び、事実上満州をロシアに明け渡す結果になった。この後ヨーロッパ・アメリカを旅行して世界一周、10月3日に帰国した。行く先々で手厚いもてなしを受け、イギリス首相ソールズベリー侯、外務政務次官ジョージ・カーゾン、元ドイツ帝国宰相ビスマルクらと会談したが、なんら外交的に成果はなく、儀礼的な訪問に止まった。
帰国後は総理衙門大臣に任じられ、ドイツ帝国全権公使と光緒24年（1898年）3月の膠州湾租借条約の交渉・締結にあたる。外交官としての役割は残されたが、それも光緒24年（1898年）4月からの戊戌の変法に取り組んだ光緒帝に罷免され、戊戌の政変で政権を奪い返した保守派から命令された黄河治水調査、光緒25年（1899年）に変法派の摘発を目的とした開港場の調査と両広総督任命および政務をこなしている。光緒26年（1900年）に起こった義和団事変の際には盛宣懐を通して両江総督劉坤一・湖広総督張之洞ら各地の総督と東南互保を締結した後、政府から再び直隷総督・北洋大臣に任命、全権を任されて慶親王奕劻と共に諸外国との交渉に当たり、光緖27年（1901年）9月7日に辛丑条約を締結し、その後間もない11月7日に病死した。78歳没。諡は文忠。
死後、直隷総督・北洋大臣は袁世凱が受け継ぎ、軍人・政治家として台頭する元となった。爵位は侯爵に昇叙され長男の李経述に継承、次男の李経邁も京堂候補として遇され、孫で李経述の息子の李国杰（1881年 - 1939年）は清朝最後の駐比利時欽差大臣（駐ベルギー公使）に任じられ、清滅亡後の中華民国でも引き続き登用された。長女の李菊耦（1866年 - 1912年）の婿が張佩綸で、2人の子供に張志沂（1896年 - 1953年）が居り、その子供が作家の張愛玲である。また、甥の李経方を養子に迎えている。

## 著作

### 単著
- 李鴻章『李少荃法書』山添栄助、1879年3月。

### 編著
- 通商章程成案彙編 - Google ブックス

### 短編
- 李鴻章 著「洋式鉄工所・機械の設置についての上奏文（抄）」、西順蔵編 編『原典中国近代思想史』 第2冊（洋務運動と変法運動）、岩波書店、1977年4月。
- 李鴻章 著「日本の朝鮮に対する使節派遣について；自強運動の展開；洋式鉄工所・機械の設置についての上奏文（抄）」、村田雄二郎責任編集 編『新編　原典中国近代思想史』 第2巻　万国公法の時代（洋務・変法運動）、岩波書店、2010年4月。ISBN 978-4-00-028222-2。

### 共著
- 李鴻章、伊藤博文『聯璧帖』川上素一、1894年9月。
- 日本国政事典刊行会編 編「附録：日清講和・伊藤・李鴻章対談録」『日本国政事典』 第2巻、聯合出版社、1953年。

## 関連作品
- 小説
  - 『クリム・サムギンの生涯（ロシア語版）』（マクシム・ゴーリキー） - 李鴻章が登場した。中には1896年にニジニ・ノヴゴロドで開催された全ロシア産業芸術展に参加した李は、アルタイ・パビリオンの展示品からエメラルドを盗んだエピソードがある[11]。
- 漫画
  - 『王道の狗』（安彦良和）
- 映画
  - 『天皇・皇后と日清戦争』（演：勝見庸太郎、監督：並木鏡太郎）

## 画像

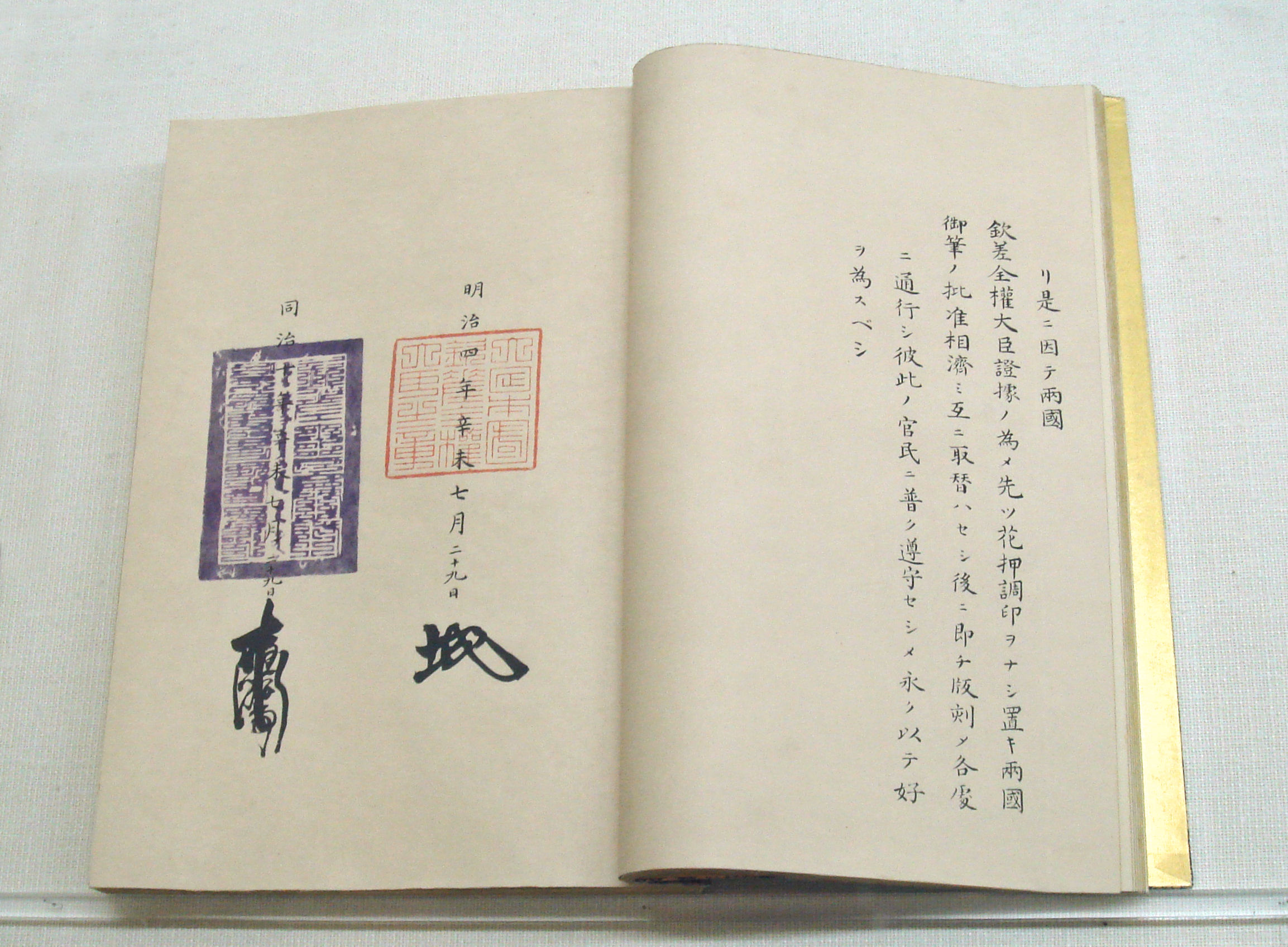
日清修好条規。日本と清の国璽が押され、同時に日本側大使の大蔵卿伊達宗城、清側大使の直隷総督李鴻章の花押が書かれている。
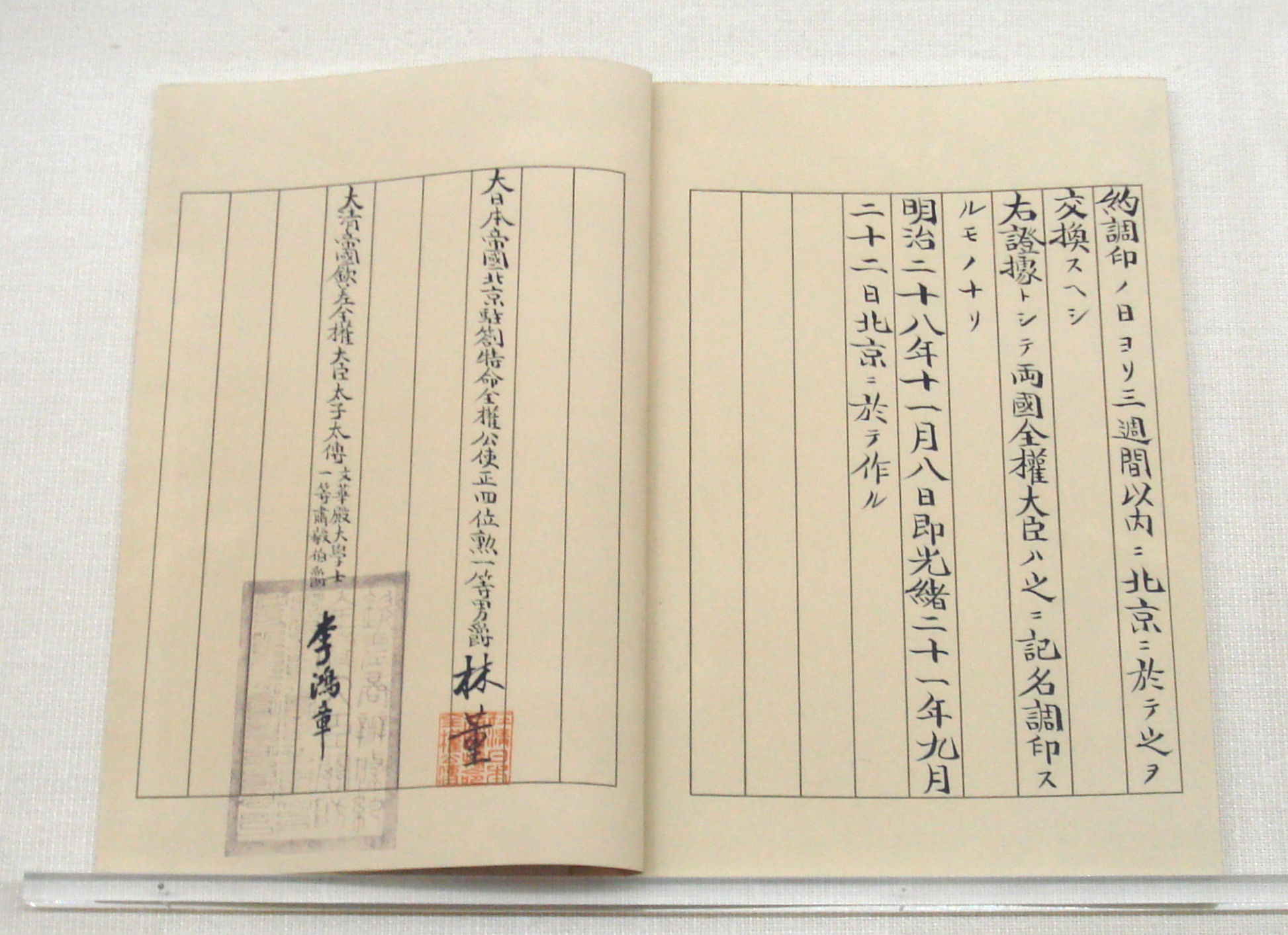
1895年11月8日、三国干渉の結果となった遼東半島還付条約。李鴻章の署名が見える。
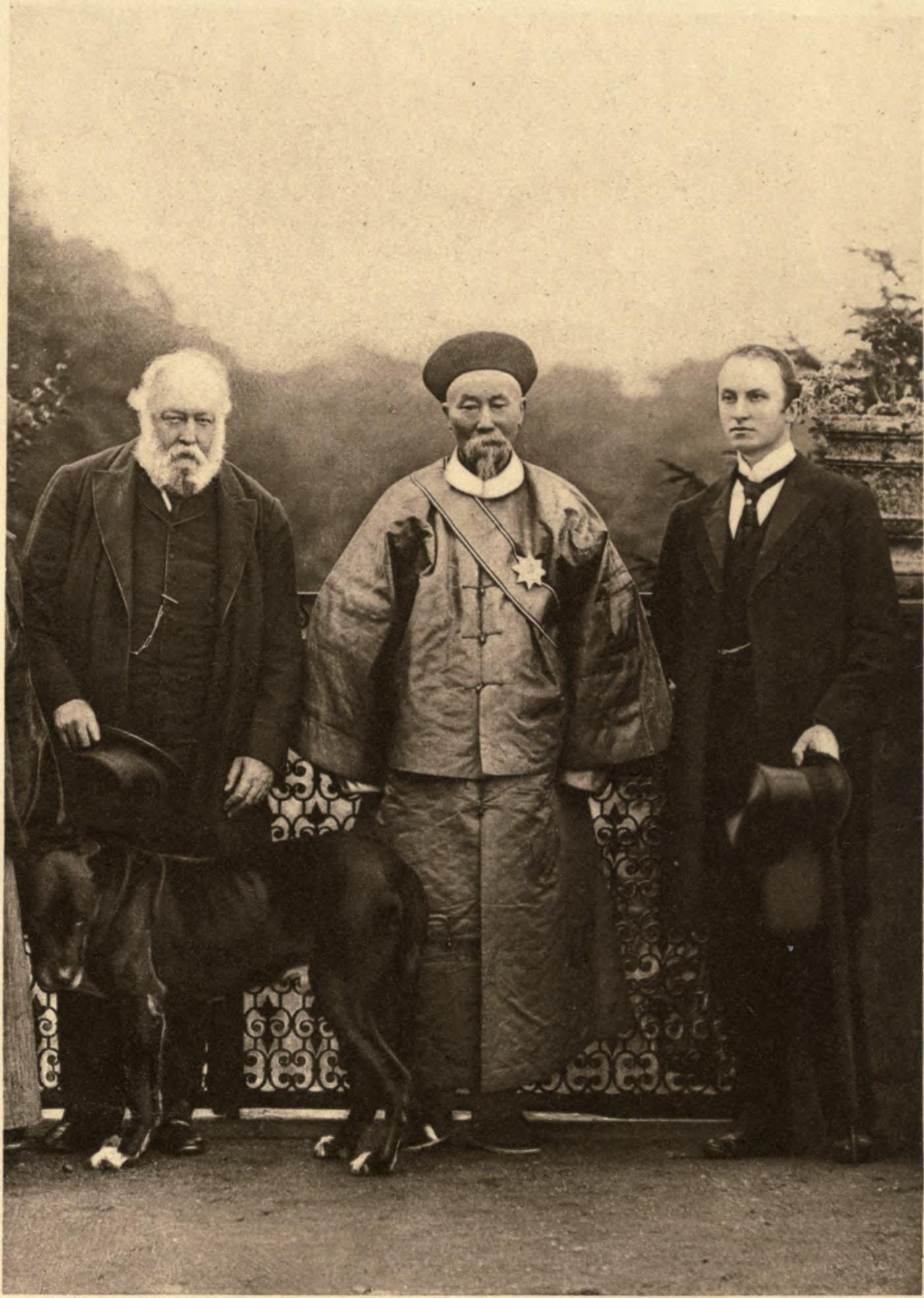
左から、英国首相ソールズベリー侯、李鴻章、英国外務政務次官ジョージ・カーゾン
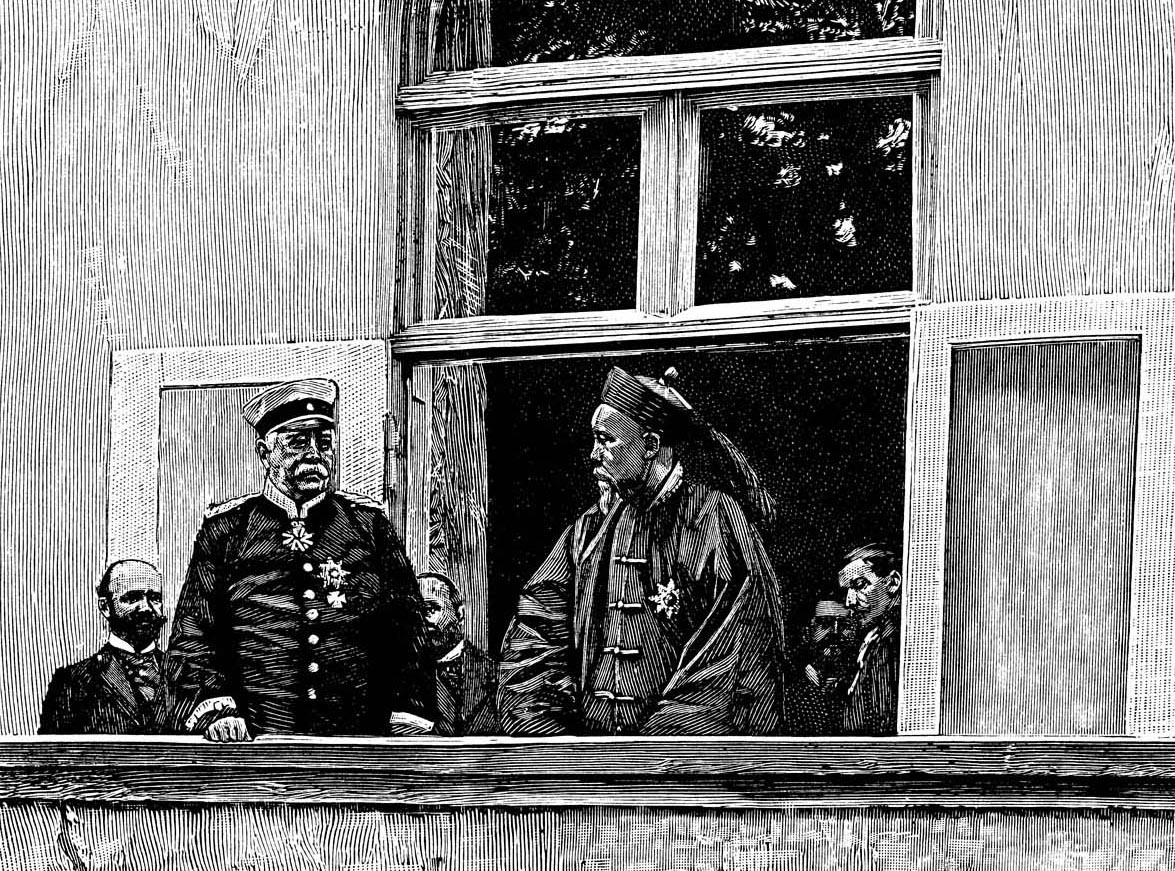
1896年、元ドイツ帝国宰相オットー・フォン・ビスマルクと李鴻章
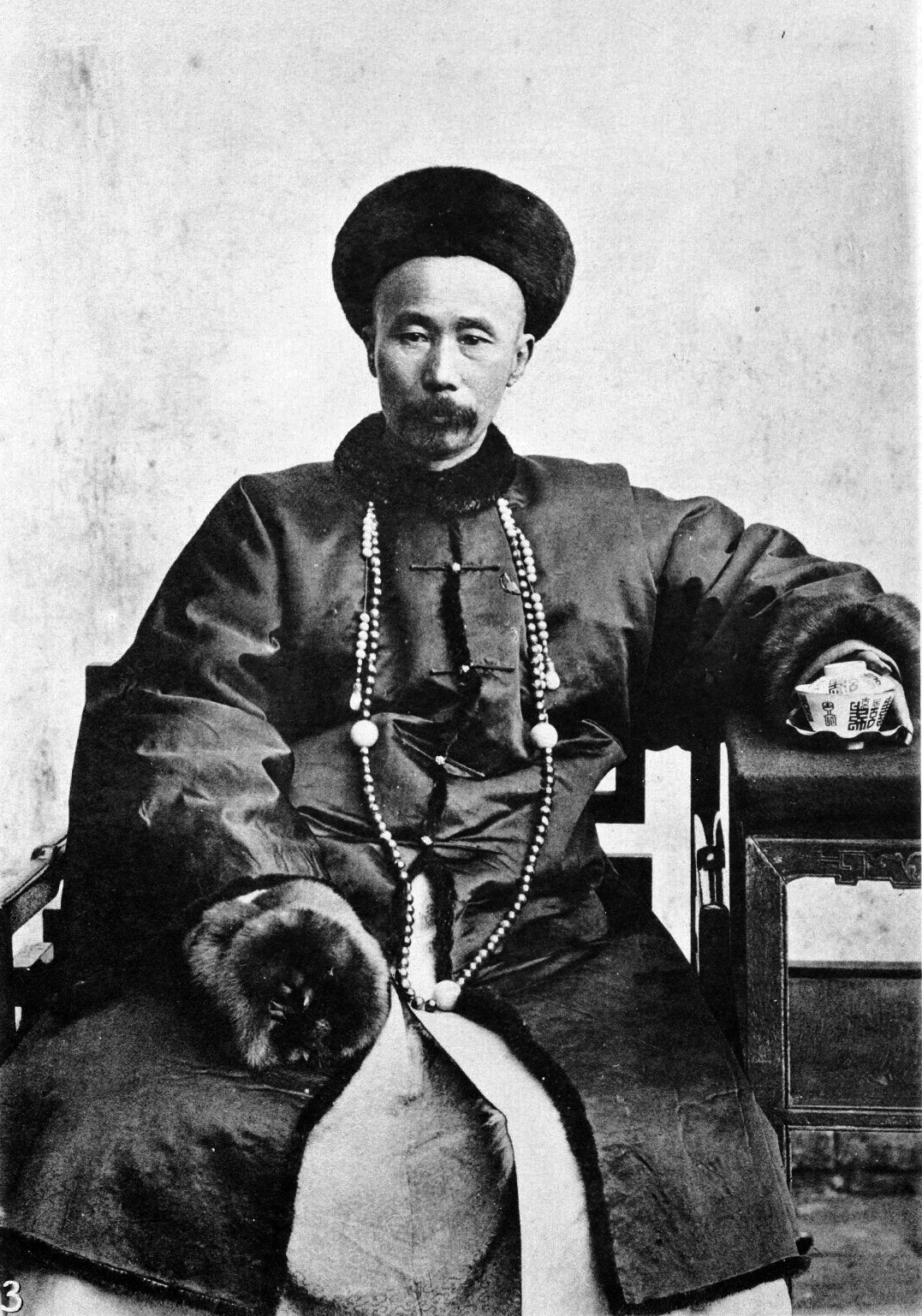
若いころの李鴻章

## 引用文献
- 岡本隆司『李鴻章　東アジアの近代』岩波書店〈岩波新書 新赤版1340〉、2011年11月18日。ISBN 978-4-00-431340-3。 - 戦後日本で初めて書かれた李鴻章の評伝。
- 梁啓超『李鴻章　清末政治家悲劇の生涯』張美慧訳、久保書店、1987年12月。ISBN 4-7659-0040-1。
- 並木頼寿・井上裕正『世界の歴史19 中華帝国の危機』中央公論社、1997年。中公文庫、2008年

## 関連文献
- 伊笠碩哉『李鴻章』嵩山房、1895年7月。
- 神村忠起編 編『李鴻章伝』1880年4月。
- 佐藤春夫「李鴻章」『佐藤春夫全集』 第2卷、改造社〈日本文学大全集〉、1932年。
- 佐藤春夫「李鴻章」『自選佐藤春夫全集』 第3巻（短篇集 第1）、河出書房、1956年。
- 佐藤春夫 著「李鴻章」、池内紀編 編『美しき町・西班牙犬の家　他六篇』岩波書店〈岩波文庫 緑71-5〉、1992年8月18日。ISBN 4-00-310715-2。
- 『日清事件　清國乞降使李鴻章遭難』三階堂書房、1895年4月5日。
- 鈴木智夫 著「近代産業の移植と李鴻章 一八八二年の邵友濂宛書簡の考察」、辛亥革命研究会編 編『中国近現代史論集　菊池貴晴先生追悼論集』汲古書院、1985年9月。ISBN 4-7629-2323-0。
- 早田玄洞『李鴻章』大学館、1902年1月。
- 鶴岡静夫『知られざる裁判干渉　李鴻章狙撃事件裁判』雄山閣〈雄山閣歴史選書〉、1974年。
- 並木頼寿「李鴻章と「文明開化」」『並木頼寿著作選』 第1巻（東アジアに「近代」を問う）、研文出版〈研文選書 106〉、2010年8月。ISBN 978-4-87636-312-4。
- 原田環 著「朝・中「両截体制」成立前史――李裕元と李鴻章の書簡を通して」、飯沼二郎・姜在彦編 編『近代朝鮮の社会と思想』未来社〈京都大学人文科学研究所報告〉、1981年3月。ISBN 4-624-42008-X。
- 若尾正昭『清朝・大官の幻影　李鴻章と丁日昌』透土社 丸善出版事業部（発売）、1997年2月。ISBN 4-924828-48-3。
- 和田清「李鴻章とその時代」『東亜史論藪』生活社、1942年。
- 吉田宇之助『李鴻章』民友社、1901年12月。
- 若宮万次郎『日清事件李鴻章之降伏』孟三堂、1894年10月。